# Таис (роман)
«Таис» (фр. Thaïs) — роман французского писателя Анатоля Франса, впервые опубликованный в 1890 году. Стал литературной основой оперы Жюля Массне.

## Сюжет
Действие романа происходит в первой половине IV века в Египте. Христианский отшельник Пафнутий, 10 лет проживший в пустыне, отправляется в Александрию, чтобы наставить на путь истинный Таис — блудницу и актрису, знаменитую своей красотой. Поскольку она боится старости и смерти, Пафнутию удаётся убедить её изменить жизнь. Он приводит Таис в женский монастырь в пустыне и возвращается к себе, но вскоре его начинают посещать греховные видения. Отшельник переходит к ещё более суровому умерщвлению плоти. Полгода он проводит на столпе в разрушенном храме, и за это время становится знаменитостью: вокруг него появляется целый город, жители которого считают Пафнутия чудотворцем. Сам герой уверен, что берёт на себя все грехи мира.
Однажды Пафнутий понимает, что оказался на столпе из-за дьявольских козней. Он покидает храм, проводит много месяцев в заброшенной гробнице, но греховные видения с участием Таис посещают его всё чаще. Вместе с другими монахами Пафнутий отправляется к Антонию Великому, готовящемуся в это время к смерти. От святителя он узнаёт, что Таис умирает, а его вот-вот схватят три беса: Гордыня, Похоть и Сомнение. В этот момент Пафнутий понимает, что любит Таис, а всё остальное не имеет значения. Он отправляется в женский монастырь, и Таис умирает у него на руках. Монахини убегают от Пафнутия, потому что теперь он выглядит, как вампир.
Материал для романа Анатоль Франс почерпнул в житии святой Таисии Египетской Фиваидской.

## Восприятие
На основе романа Жюль Массне написал одноимённую оперу. В 1918 году вышел немой фильм Никандра Туркина «Таис», в 1984 году — польский художественный фильм «Таис».
Основной темой романа Франса литературоведы считают развенчание фанатизма.